# Jupiaba polylepis
Jupiaba polylepis is een straalvinnige vissensoort uit de familie van de karperzalmen (Characidae). De wetenschappelijke naam van de soort is voor het eerst geldig gepubliceerd in 1864 door Günther.
De vis is een vrij kleine witte tetra met een gele en een zwarte vlek op de zijlijn achter de kop en voor de rugvin. De vis wordt 7,3 cm groot en 6 g zwaar. Hij komt vooral aan de kust voor in noordelijk Zuid-Amerika. Hij wordt in het Brokopondostuwmeer aangetroffen.